# Risparmio previdenziale
Il risparmio previdenziale, nei sistemi pensionistici con patrimonio di previdenza o fully funded è la quota di reddito che viene accantonata durante il periodo di lavoro per essere consumata sotto forma di pensione al momento della cessazione dell'attività lavorativa.

## Differenza dal sistema previdenziale obbligatorio
Il risparmio previdenziale è sicuramente da associarsi ai fondi pensione che lo gestiscono in Italia.
Non è risparmio previdenziale il pagamento dei contributi obbligatori per le assicurazioni obbligatorie, fatto agli enti previdenziali pubblici che gestiscono dei sistemi pensionistici senza patrimonio di previdenza.
Per tale motivo, nel caso dei fondi pensione, la rendita pensionistica è legata al risparmio previdenziale accantonato e gestito dai fondi pensione mentre nel caso dei sistemi pensionistici pubblici, la rendita pensionistica è determinata secondo uno schema pensionistico con formula delle rendite predefinita ossia in modo indipendente dai contributi versati e dal patrimonio di previdenza che in genere è inesistente.
In tal caso si dice che nella previdenza di primo pilastro la pensione è pagata con le tasse.

### News
- Intervista a Serena Torielli: Advise Only, l'investor social network, in B2Corporate. URL consultato il 7 ottobre 2014 (archiviato dall'url originale l'8 ottobre 2014).